# Stazione di Cadorago
Stazione di Cadorago vasútállomás Olaszországban, Lombardia régióban, Cadorago településen.

## Vasútvonalak
Az állomást az alábbi vasútvonalak érintik:
- Como–Saronno-vasútvonal

## Kapcsolódó állomások
A vasútállomáshoz az alábbi állomások vannak a legközelebb:
- Stazione di Caslino al Piano
- Stazione di Fino Mornasco